# Dover (Vermont)
Dover és una població dels Estats Units a l'estat de Vermont. Segons el cens del 2000 tenia 1.410 habitants.

## Demografia
Segons el cens del 2000, Dover tenia 1.410 habitants, 611 habitatges, i 372 famílies. La densitat de població era de 15,4 habitants per km².
Dels 611 habitatges en un 27,5% hi vivien nens de menys de 18 anys, en un 51,4% hi vivien parelles casades, en un 6,2% dones solteres, i en un 39,1% no eren unitats familiars. En el 29,3% dels habitatges hi vivien persones soles el 5,6% de les quals corresponia a persones de 65 anys o més que vivien soles. El nombre mitjà de persones vivint en cada habitatge era de 2,31 i el nombre mitjà de persones que vivien en cada família era de 2,86.
Per edats la població es repartia de la següent manera: un 22,2% tenia menys de 18 anys, un 5,8% entre 18 i 24, un 29,8% entre 25 i 44, un 31,1% de 45 a 60 i un 11,1% 65 anys o més.
L'edat mediana era de 41 anys. Per cada 100 dones de 18 o més anys hi havia 107,8 homes.
La renda mediana per habitatge era de 43.824 $ i la renda mediana per família de 49.688 $. Els homes tenien una renda mediana de 31.351 $ mentre que les dones 26.985 $. La renda per capita de la població era de 23.485 $. Entorn del 6,9% de les famílies i el 10% de la població estaven per davall del llindar de pobresa.